# 25965 Masihdas
25965 Masihdas è un asteroide della fascia principale. Scoperto nel 2001, presenta un'orbita caratterizzata da un semiasse maggiore pari a 2,4237762 UA e da un'eccentricità di 0,1690929, inclinata di 1,59843° rispetto all'eclittica.